# 2. ŽNL Vukovarsko-srijemska NS Županja 2007./08.

## Tablica
| Mj. | Klub                         | Sus. | Pobj. | Ner. | Por. | GR.   | Bod. |
| --- | ---------------------------- | ---- | ----- | ---- | ---- | ----- | ---- |
| 1.  | NK Slavonac Gradište         | 22   | 18    | 1    | 3    | 83:27 | 55   |
| 2.  | NK Vrbanja                   | 22   | 12    | 5    | 5    | 46:30 | 41   |
| 3.  | NK Borac Kalistović Drenovci | 22   | 11    | 5    | 6    | 53:29 | 38   |
| 4.  | NK Šokadija Babina Greda     | 22   | 11    | 4    | 7    | 47:23 | 37   |
| 5.  | NK Slavonija Soljani         | 22   | 10    | 6    | 6    | 57:34 | 36   |
| 6.  | NK Srijemac Strošinci        | 22   | 9     | 3    | 10   | 41:45 | 30   |
| 7.  | NK Sloga Štitar              | 22   | 7     | 7    | 8    | 35:40 | 28   |
| 8.  | NK Posavac Posavski Podgajci | 22   | 8     | 3    | 11   | 38:62 | 27   |
| 9.  | NK Županja 77                | 22   | 8     | 1    | 13   | 38:56 | 25   |
| 10. | NK RAŠK Rajevo Selo          | 22   | 7     | 3    | 12   | 40:45 | 24   |
| 11. | NK Budućnost Šiškovci        | 22   | 5     | 4    | 13   | 36:64 | 19   |
| 12. | NK Sloga Račinovci           | 22   | 5     | 0    | 17   | 38:97 | 15   |

## Rezultati
| NK Vrbanja - NK Budućnost Šiškovci 4:2 NK Županja 77 - NK Posavac Posavski Podgajci 0:2 NK Srijemac Strošinci - NK Borac Kalistović Drenovci 2:1 NK RAŠK Rajevo Selo - NK Sloga Račinovci 8:5 NK Slavonija Soljani - NK Sloga Štitar 3:2 NK Slavonac Gradište - NK Šokadija Babina Greda 2:0  | NK Slavonija Soljani - NK Županja 77 9:2 ↓1 NK Šokadija Babina Greda - NK RAŠK Rajevo Selo 5:1 NK Borac Kalistović Drenovci - NK Slavonac Gradište 1:2 NK Budućnost Šiškovci - NK Srijemac Strošinci 3:0 NK Posavac Posavski Podgajci - NK Vrbanja 1:1 NK Sloga Štitar - NK Sloga Račinovci 4:1  | NK Slavonac Gradište - NK Budućnost Šiškovci 4:1 ↓2< NK Srijemac Strošinci - NK Posavac Posavski Podgajci 2:1 NK Vrbanja - NK Slavonija Soljani 2:2 NK Sloga Račinovci - NK Šokadija Babina Greda 0:4 NK Županja 77 - NK Sloga Štitar 6:1 NK RAŠK Rajevo Selo - NK Borac Kalistović Drenovci 1:1 |
| NK Budućnost Šiškovci - NK RAŠK Rajevo Selo 2:0 NK Borac Kalistović Drenovci - NK Sloga Račinovci 2:1 NK Posavac Posavski Podgajci - NK Slavonac Gradište 2:5 NK Županja 77 - NK Vrbanja 2:1 NK Sloga Štitar - NK Šokadija Babina Greda 0:1 NK Slavonija Soljani - NK Srijemac Strošinci 4:1  | NK Slavonac Gradište - NK Slavonija Soljani 4:1 NK Srijemac Strošinci - NK Županja 77 2:1 NK RAŠK Rajevo Selo - NK Posavac Posavski Podgajci 5:0 NK Šokadija Babina Greda - NK Borac Kalistović Drenovci 1:1 NK Vrbanja - NK Sloga Štitar 2:0 NK Sloga Račinovci - NK Budućnost Šiškovci 4:1     | NK Posavac Posavski Podgajci - NK Sloga Račinovci 5:0 NK Budućnost Šiškovci - NK Šokadija Babina Greda 3:3 NK Slavonija Soljani - NK RAŠK Rajevo Selo 0:0 NK Vrbanja - NK Srijemac Strošinci 4:1 NK Sloga Štitar - NK Borac Kalistović Drenovci 2:1 NK Županja 77 - NK Slavonac Gradište 0:1     |
| NK RAŠK Rajevo Selo - NK Županja 77 1:3 NK Slavonac Gradište - NK Vrbanja 3:1 NK Sloga Račinovci - NK Slavonija Soljani 0:3 NK Borac Kalistović Drenovci - NK Budućnost Šiškovci 3:0 NK Srijemac Strošinci - NK Sloga Štitar 3:3 NK Šokadija Babina Greda - NK Posavac Posavski Podgajci 5:0  | NK Slavonija Soljani - NK Šokadija Babina Greda 1:0 NK Posavac Posavski Podgajci - NK Borac Kalistović Drenovci 0:5 NK Županja 77 - NK Sloga Račinovci 3:0 NK Srijemac Strošinci - NK Slavonac Gradište 0:4 NK Sloga Štitar - NK Budućnost Šiškovci 0:0 NK Vrbanja - NK RAŠK Rajevo Selo 3:1     | NK Sloga Račinovci - NK Vrbanja 1:2 NK RAŠK Rajevo Selo - NK Srijemac Strošinci 1:2 NK Šokadija Babina Greda - NK Županja 77 1:0 NK Budućnost Šiškovci - NK Posavac Posavski Podgajci 5:0 NK Slavonac Gradište - NK Sloga Štitar 3:0 NK Borac Kalistović Drenovci - NK Slavonija Soljani 4:1     |
| NK Županja 77 - NK Borac Kalistović Drenovci 2:2 NK Slavonija Soljani - NK Budućnost Šiškovci 4:1 NK Vrbanja - NK Šokadija Babina Greda 2:2 NK Slavonac Gradište - NK RAŠK Rajevo Selo 7:1 NK Sloga Štitar - NK Posavac Posavski Podgajci 8:2 NK Srijemac Strošinci - NK Sloga Račinovci 6:2  | NK Šokadija Babina Greda - NK Srijemac Strošinci 2:0 NK Sloga Račinovci - NK Slavonac Gradište 1:9 NK Borac Kalistović Drenovci - NK Vrbanja 2:2 NK Posavac Posavski Podgajci - NK Slavonija Soljani 1:1 NK RAŠK Rajevo Selo - NK Sloga Štitar 4:0 NK Budućnost Šiškovci - NK Županja 77 4:1     | NK Borac Kalistović Drenovci - NK Srijemac Strošinci 4:1 NK Posavac Posavski Podgajci - NK Županja 77 4:3 NK Sloga Račinovci - NK RAŠK Rajevo Selo 2:1 NK Šokadija Babina Greda - NK Slavonac Gradište 3:2 NK Budućnost Šiškovci - NK Vrbanja 0:3 NK Sloga Štitar - NK Slavonija Soljani 1:0     |
| NK Slavonac Gradište - NK Borac Kalistović Drenovci 1:0 NK RAŠK Rajevo Selo - NK Šokadija Babina Greda 2:0 NK Srijemac Strošinci - NK Budućnost Šiškovci 6:1 NK Sloga Račinovci - NK Sloga Štitar 4:2 NK Županja 77 - NK Slavonija Soljani 0:1 NK Vrbanja - NK Posavac Posavski Podgajci 4:0  | NK Slavonija Soljani - NK Vrbanja 1:1 NK Posavac Posavski Podgajci - NK Srijemac Strošinci 1:0 NK Šokadija Babina Greda - NK Sloga Račinovci 9:0 NK Borac Kalistović Drenovci - NK RAŠK Rajevo Selo 4:0 NK Budućnost Šiškovci - NK Slavonac Gradište 0:3 NK Sloga Štitar - NK Županja 77 1:0     | NK Slavonac Gradište - NK Posavac Posavski Podgajci 5:0 NK Sloga Račinovci - NK Borac Kalistović Drenovci 2:3 NK Vrbanja - NK Županja 77 2:3 NK Srijemac Strošinci - NK Slavonija Soljani 2:0 NK RAŠK Rajevo Selo - NK Budućnost Šiškovci 4:0 NK Šokadija Babina Greda - NK Sloga Štitar 2:0     |
| NK Posavac Posavski Podgajci - NK RAŠK Rajevo Selo 2:1 NK Županja 77 - NK Srijemac Strošinci 0:2 NK Borac Kalistović Drenovci - NK Šokadija Babina Greda 2:0 NK Budućnost Šiškovci - NK Sloga Račinovci 4:1 NK Slavonija Soljani - NK Slavonac Gradište 6:6 NK Sloga Štitar - NK Vrbanja 2:0  | NK Sloga Račinovci - NK Posavac Posavski Podgajci 2:3 ↓3< NK Šokadija Babina Greda - NK Budućnost Šiškovci 4:0 NK RAŠK Rajevo Selo - NK Slavonija Soljani 3:1 NK Slavonac Gradište - NK Županja 77 4:1 NK Borac Kalistović Drenovci - NK Sloga Štitar 2:2 NK Srijemac Strošinci - NK Vrbanja 3:2 | NK Slavonija Soljani - NK Sloga Račinovci 10:1 NK Vrbanja - NK Slavonac Gradište 3:1 NK Budućnost Šiškovci - NK Borac Kalistović Drenovci 2:4 NK Posavac Posavski Podgajci - NK Šokadija Babina Greda 2:1 NK Županja 77 - NK RAŠK Rajevo Selo 3:2 NK Sloga Štitar - NK Srijemac Strošinci 2:2    |
| NK Sloga Račinovci - NK Županja 77 4:1 NK Borac Kalistović Drenovci - NK Posavac Posavski Podgajci 1:0 NK Slavonac Gradište - NK Srijemac Strošinci 2:1 NK RAŠK Rajevo Selo - NK Vrbanja 0:1 NK Šokadija Babina Greda - NK Slavonija Soljani 1:0 NK Budućnost Šiškovci - NK Sloga Štitar 2:2  | NK Županja 77 - NK Šokadija Babina Greda 3:2 NK Srijemac Strošinci - NK RAŠK Rajevo Selo 1:2 NK Posavac Posavski Podgajci - NK Budućnost Šiškovci 10:3 NK Slavonija Soljani - NK Borac Kalistović Drenovci 4:0 NK Vrbanja - NK Sloga Račinovci 3:2 NK Sloga Štitar - NK Slavonac Gradište 2:1    | NK Šokadija Babina Greda - NK Vrbanja 0:1 NK Budućnost Šiškovci - NK Slavonija Soljani 1:1 NK RAŠK Rajevo Selo - NK Slavonac Gradište 2:3 NK Sloga Račinovci - NK Srijemac Strošinci 4:3 NK Borac Kalistović Drenovci - NK Županja 77 9:1 NK Posavac Posavski Podgajci - NK Sloga Štitar 1:1     |
| NK Vrbanja - NK Borac Kalistović Drenovci 2:1 NK Slavonac Gradište - NK Sloga Račinovci 11:1 NK Slavonija Soljani - NK Posavac Posavski Podgajci 4:1 NK Županja 77 - NK Budućnost Šiškovci 3:1 NK Srijemac Strošinci - NK Šokadija Babina Greda 1:1 NK Sloga Štitar - NK RAŠK Rajevo Selo 0:0 | | |